# 西比奇港 (新澤西州)
西比奇港（英語：Beach Haven West）是位於美國新澤西州海洋縣的普查規定居民點。

## 人口
根據2020年美國人口普查的數據，西比奇港的面積為5.48平方千米，當中陸地面積為4.20平方千米，而水域面積為1.28平方千米。當地共有人口4143人，而人口密度為每平方千米756.02人。